# Rea Michalová
Rea Michalová (* 11. března 1980 v Praze) je česká historička umění, kurátorka a galeristka. Specializuje se na české moderní a současné umění. Je autorkou několika knižních publikací, desítek katalogů a řady dalších teoretických prací. Kurátorsky připravila mnoho výstav současného umění.

## Biografie
Jejím otcem je český akademický malíř, grafik a ilustrátor Rastislav Michal. Vystudovala obor dějiny umění na Filozofické fakultě Univerzity Karlovy (prof. Petr Wittlich, Roman Prahl, Jiří Kropáček); 1998–2003 magisterské studium, 2003–2007 postgraduální studium. Roku 2001 obdržela stipendium DAAD a pobývala na Freie Universität Berlin.
Od roku 2008 pracovala jako kurátorka Sbírky moderního a současného umění Národní galerie v Praze. Vede Galerii Michal’s Collection na pražském Starém Městě, zaměřenou na prezentaci vůdčích autorů současné výtvarné scény především v oblasti klasických médií.
Je znalkyní českého výtvarného umění 20. a 21. století. Provádí též odborné posudky a expertizy.

### Členství v organizacích
Členka Mezinárodní asociace výtvarných kritiků (AICA, Association internationale des critiques d’art), Sdružení výtvarných kritiků a teoretiků, Uměleckohistorické společnosti (UHS), Spolku výtvarných umělců Mánes. Je rovněž členkou a teoretičkou umělecké skupiny Natvrdlí. 

## Knižní publikace (výběr)
- Karel Teige, kapitán avantgardy, 597 s., KANT Praha 2016, ISBN 9788074371714
- Jan Bauch, 407 s., Galerie ART Praha, 2012, ISBN 978-80-254-3937-1
- Originální & perspektivní. Exkluzivní výběr ze současného česko-slovenského umění, Praha, 2011, 211 str., ISBN 978-80-254-9512-4
- Klasicismus v moderním umění, Praha, 2007, 288 str., ISBN 978-80-239-9089-8
- Apoštolové a mučedníci, Bernard – Denis – Kubišta – Marten, Praha, 2006, 108 str., ISBN 80-239-7049-6
- André Derain, Skrytá tajemství – Hidden Secrets, Praha, 2005, 124 str., ISBN 80-239-4989-6
- Alois Wachsman, 176 str., Praha 2003, ISBN 80-239-0360-8

## Katalogy (výběr)
- Edward Lucie-Smith, Veronika Marešová, Martina Vítková, Rea Michalová, Jaroslav Valečka, Kant, 2015, ISBN 978-80-7437-174-5
- Rea Michalová, Jan Gemrot, Malířská tvorba, Galerie Dea Orh, Praha, 2011
- Rea Michalová, NATVRDLÍ (Karel Jerie, MICL, Lukáš Miffek, Jaroslav Valečka), Galerie Beseda, Ostrava, 2011
- Rea Michalová, Marek Slavík, Oil paintings, Praha, 2011 (český, anglický a německý text)
- Rea Michalová, Jiří Hauschka, katalog výstavy v Rabasově galerii, Rakovník, 2011
- Rea Michalová, Zklamání z ráje (Jan Gemrot, Petr Holub, Martin Kámen, Magdaléna Nováková, Tadeáš Podracký), katalog k výstavě na Novoměstské radnici, Praha, 2010
- Rea Michalová, Od soumraku do úsvitu (Jaroslav Valečka), Galerie Art-pro, Praha, 2010
- Rea Michalová, Lukáš Miffek 2008-2009, Arskontakt, Praha – Brno, 2010
- Rea Michalová, Laďka Horňáková, Petr Vaňous, Female Hysteria (Markéta Korečková, Alena Kupčíková, Petra Šimková, Ivana Štenclová), Galerie Beseda, Ostrava, 2010
- Rea Michalová, Jakub Železný, Tomáš Hanzl: Jaroslav Valečka, Návrat domů, Smart art, Praha, ISBN 978-80-260-3909-9